# Municipio de Griggs (Iowa)
El municipio de Griggs (en inglés: Griggs Township) es un municipio ubicado en el condado de Ida en el estado estadounidense de Iowa. En el año 2010 tenía una población de 1588 habitantes y una densidad poblacional de 17,01 personas por km².

## Geografía
El municipio de Griggs se encuentra ubicado en las coordenadas 42°31′12″N 95°33′55″O / 42.52000, -95.56528. Según la Oficina del Censo de los Estados Unidos, el municipio tiene una superficie total de 93.34 km², de la cual 93,31 km² corresponden a tierra firme y (0,02 %) 0,02 km² es agua.

## Demografía
Según el censo de 2010, había 1588 personas residiendo en el municipio de Griggs. La densidad de población era de 17,01 hab./km². De los 1588 habitantes, el municipio de Griggs estaba compuesto por el 97,86 % blancos, el 0,06 % eran afroamericanos, el 0,19 % eran amerindios, el 0,25 % eran asiáticos, el 0,63 % eran de otras razas y el 1,01 % eran de una mezcla de razas. Del total de la población el 1,76 % eran hispanos o latinos de cualquier raza.